# Dodge 600
Der Dodge 600 war ein von 1983 bis 1988 von dem US-amerikanischen Automobilhersteller Dodge angebotenes Modell der Mittelklasse mit Frontantrieb.

## Modellgeschichte

### Karosserieversionen
Unter der Modellbezeichnung Dodge 600 wurden ab 1983 eine viertürige Limousine sowie zweitürige Coupés und Cabriolets vermarktet:
- Die Limousine war das Schwestermodell des Chrysler E Class und der Plymouth Caravelle, von denen sie sich nur durch unwesentliche Details unterschied, und basierte wie diese auf der E-Plattform. Bei ihr handelte es sich um eine 76 mm verlängerte Version der K-Plattform.
- Davon zu unterscheiden sind die Cabriolets und Coupés. Sie waren in den Modelljahren 1981 und 1982 als Dodge 400 vermarktet worden und erhielten ab 1983, ohne technische Änderungen erfahren zu haben, die Bezeichnung Dodge 600. Sie nutzten den kürzeren Radstand der K-Cars und waren damit abgesehen vom Kühlergrill und von Ausstattungsdetails mit dem zweitürigen Basismodell Dodge Aries identisch.

### Antriebstechnik
Angetrieben wurden die 600-Modelle durch verschiedene Vierzylindermotoren, die vorn quer eingebaut waren:
- Als Basismotorisierung diente Chryslers eigener Reihenvierzylinder mit 2,2 Litern Hubraum. Er war anfänglich nur als Saugmotor erhältlich.
- Von 1984 bis 1988 war wahlweise eine Turboversion des 2,2-Liter-Vierzylinders lieferbar.
- Von 1983 bis 1985 konnte ein 2,6 Liter großer Vierzylindermotor von Mitsubishi bestellt werden.
- Ab 1986 war anstelle des Mitsubishi-Motors ein von Chrysler entwickelter Vierzylinder-Saugmotor mit 2,5 Litern Hubraum lieferbar.

## Ausstattung

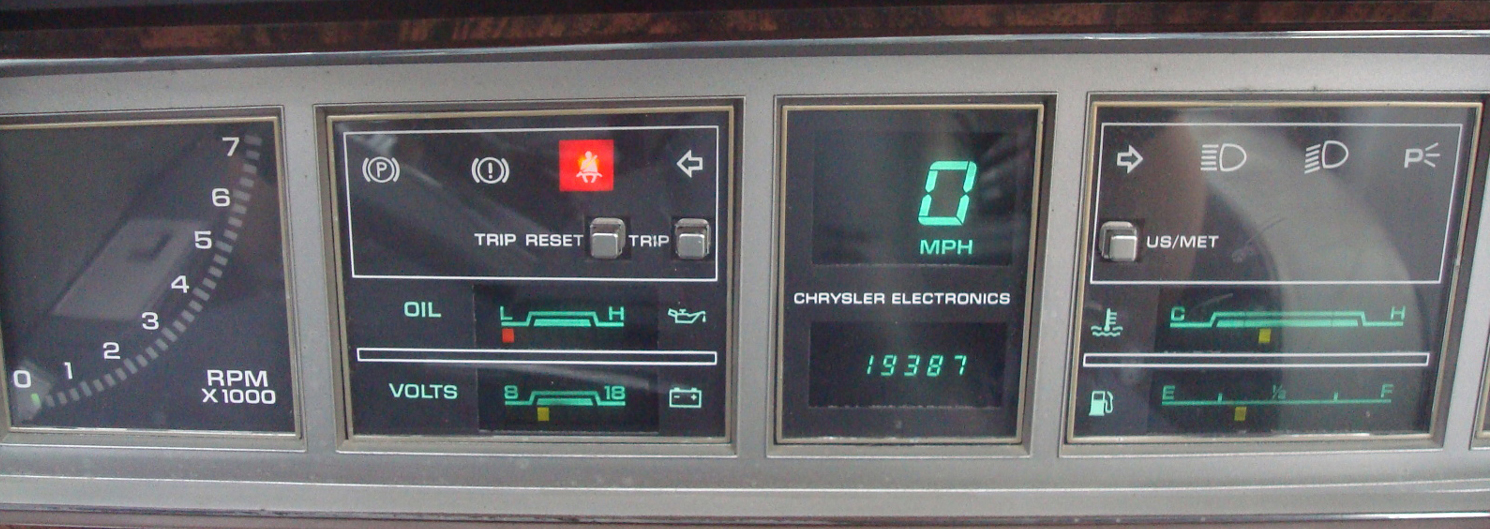
Kombiinstrument BJ 1984

Der Dodge 600 wurde mit einem digitalen Kombiinstrument mit Fluoreszenzanzeige ausgestattet, bestellbar gab es das Electronic Voice Alert (EVA), das Warnungen des Kombiinstruments ansagte.

### Facelift
1986 erhielten sämtliche Varianten ein Facelift mit einer geänderten, rundlicheren Frontpartie. Das Coupé und das Cabrio wurden im Sommer 1986 ersatzlos eingestellt, die Limousine blieb noch bis Sommer 1988 im Programm.

## Produktion
Insgesamt fertigte Dodge von der 600 Limousine (1982–1988) rund 230.000, vom Coupé 37.700 und vom Cabriolet (1983–1986) 41.200 Exemplare.

## Andere Märkte
Der Dodge 600 wurde in Mexiko unter der Bezeichnung Dodge Magnum verkauft.
Das geplante Badge-Engineering zum Hongqi CA750F ging in China nie in Produktion.

## Galerie

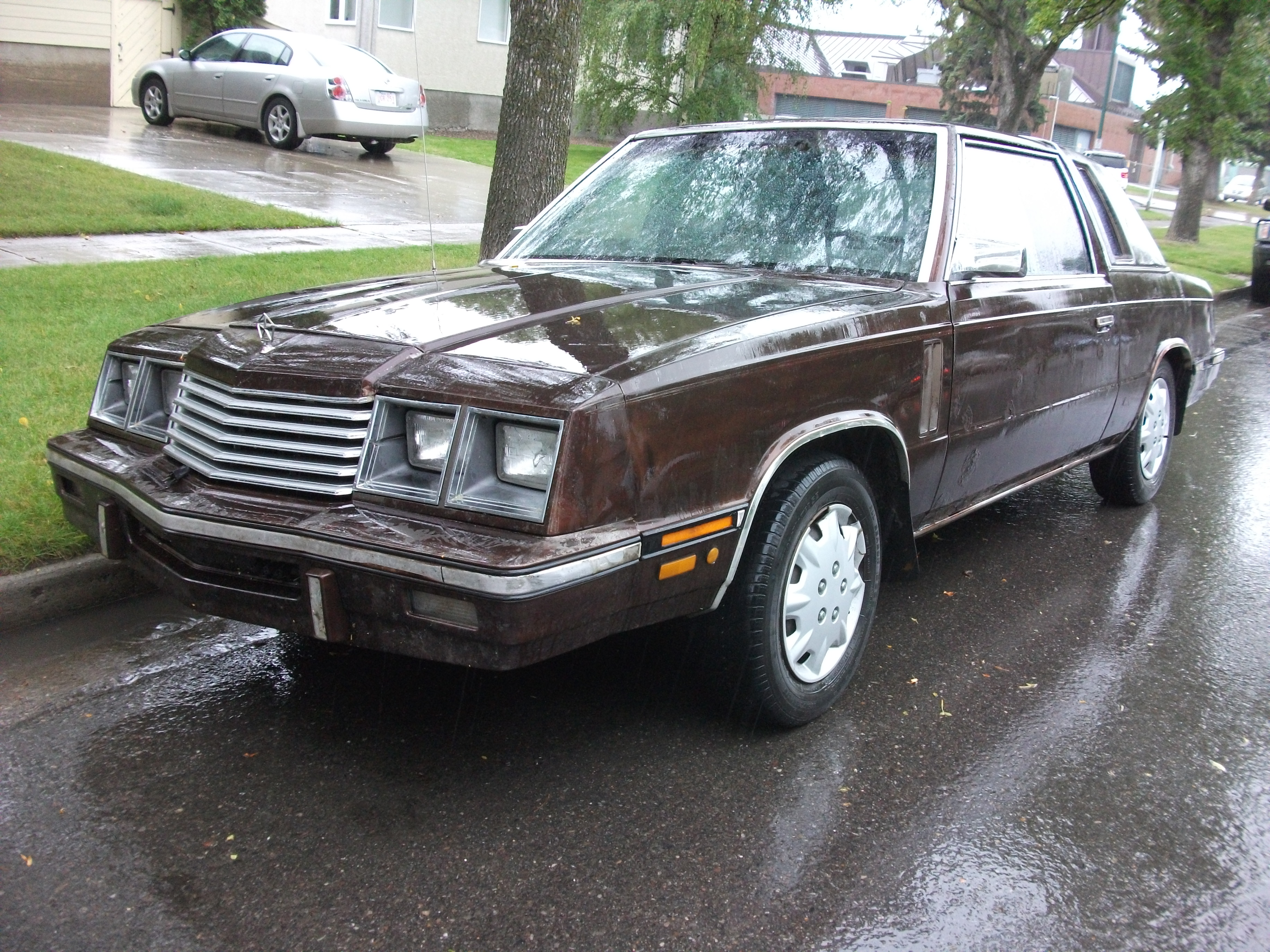
Dodge 600 Coupé (1. Serie)
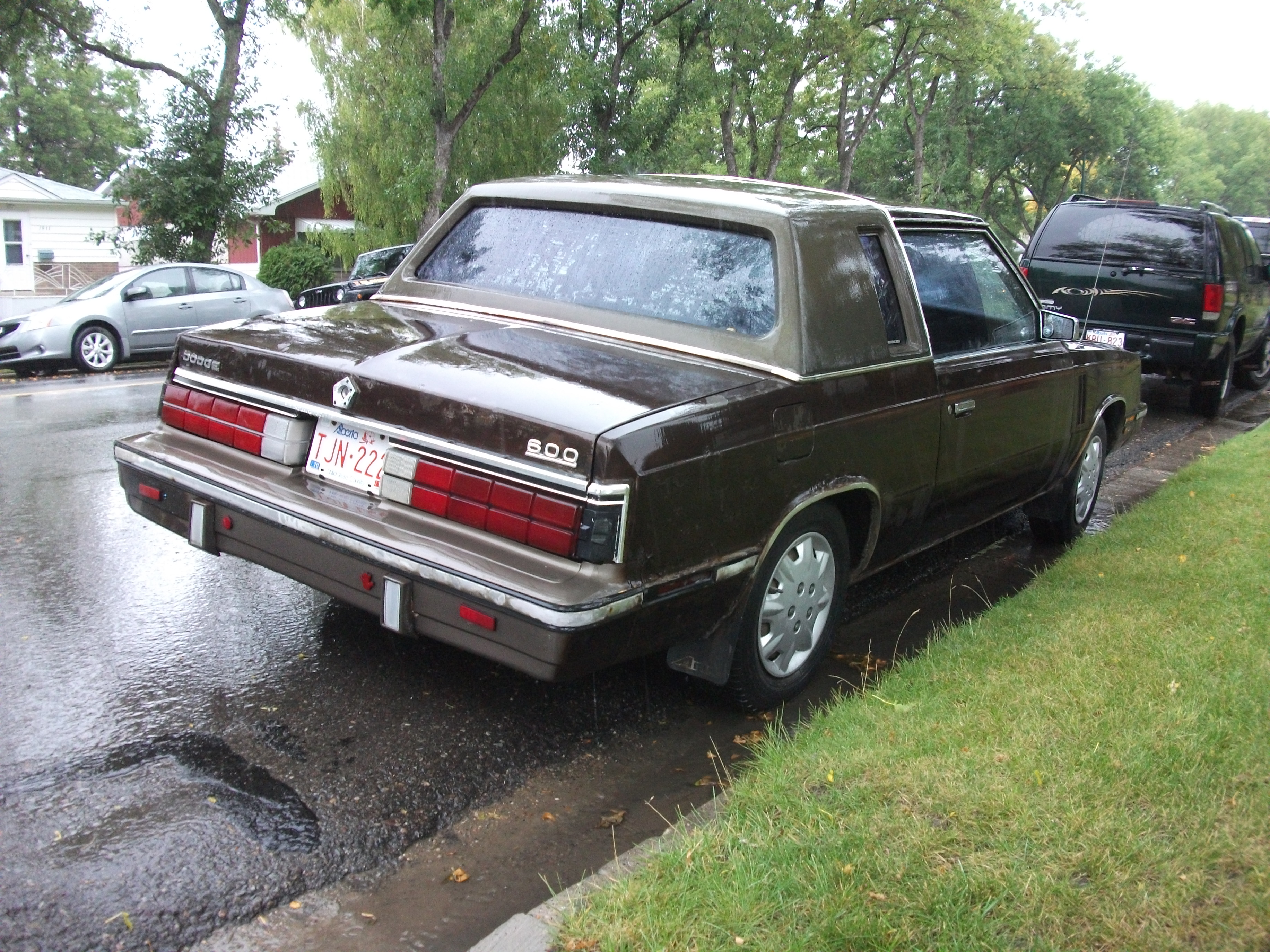
Dodge 600 Coupé (1. Serie)
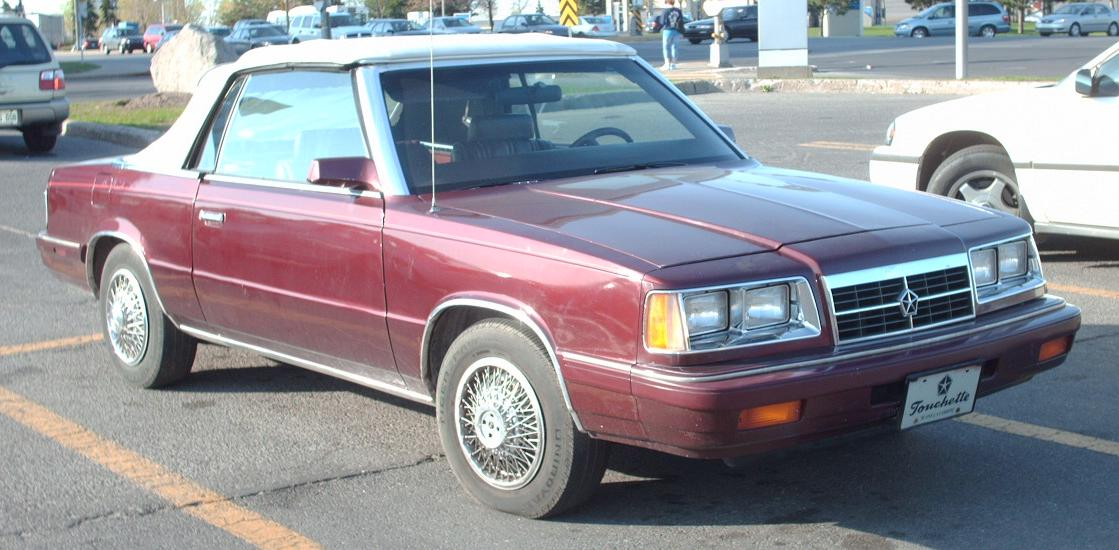
Dodge 600 Convertible (2. Serie)
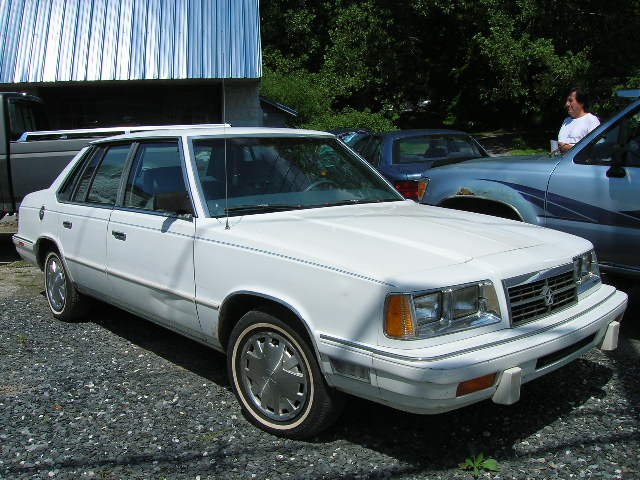
Dodge 600 Sedan (2. Serie)